# ناتاشا كاري
ناتاشا كاري (بالإنجليزية: Natasha Curry)‏ هي صحفية أمريكية، ولدت في 1976 في بويالوب في الولايات المتحدة.

## وصلات خارجية
- ناتاشا كاري على موقع IMDb (الإنجليزية)